# دهستان طاقانک
طاقانک، دهستانی از توابع بخش مرکزی شهرستان شهرکرد در استان چهارمحال و بختیاری است. این دهستان در ابتدا به نام «دهستان هفشجان» و مشتمل بر شهر طاقانک و روستاهای شمس‌آباد، بهرام آباد، نوآباد، سیرک و کارخانه قند بود که در سال ۱۳۶۹ به دهستان طاقانک تغییر نام داد.

## جمعیت
براساس سرشماری سال ۱۳۸۵ جمعیت آن ۵٬۰۳۵ نفر (۱٬۲۸۳ خانوار) بوده‌است.